# Racing Ape
Racing Ape er en musikgruppe fra Danmark. Racing Apes debutalbum udkom i 2002. Gruppens anden plade "Public Shelter" Udkom i 2005.
Live var bandet i en liga for sig, og spillede bl.a. opvarmning for de amerikanske grupper Live og Black Rebel Motorcycle Club og danske Sort Sol.
Opløst 2007.
| Musikgruppe | Spire Denne artikel om en dansk musikgruppe er en spire som bør udbygges. Du er velkommen til at hjælpe Wikipedia ved at udvide den. |